# Belga U21-es labdarúgó-válogatott
A Belga U21-es labdarúgó-válogatott Belgium 21 éven aluli labdarúgó-válogatottja, melyet a Belga labdarúgó-szövetség irányít.

## U21-es labdarúgó-Európa-bajnokság
- 1978: nem jutott ki
- 1980: nem jutott ki
- 1982: nem jutott ki
- 1984: nem jutott ki
- 1986: nem jutott ki
- 1988: nem jutott ki
- 1990: nem jutott ki
- 1992: nem jutott ki
- 1994: nem jutott ki
- 1996: nem jutott ki
- 1998: nem jutott ki
- 2000: nem jutott ki
- 2002: Csoportkör
- 2004: nem jutott ki
- 2006: nem jutott ki
- 2007: Elődöntő
- 2009: nem jutott ki
- 2011: nem jutott ki
- 2013: nem jutott ki
- 2015: nem jutott ki

## Olimpiai szereplés
- 1992: Nem jutott ki
- 1996: Nem jutott ki
- 2000: Nem jutott ki
- 2004: Nem jutott ki
- 2008: 4. hely
- 2012: Nem jutott ki